# Kollo Daniel Sanou
Kollo Daniel Sanou (nacido el 1 de diciembre de 1951) es un guionista, productor y director de cine burkinés.

## Biografía
Sanou nació en Borodougou en 1951. Estudió en el Institut National des Arts en Abiyán, Costa de Marfil, para obtener su título universitario y luego obtuvo su maestría en el Conservatoire libre du cinéma français en París, Francia.

## Carrera
Desde 1977 ha dirigido o ha sido el guionista de más de 25 películas documentales, de ficción y de animación. También dirigió la serie de televisión Taxi Brousse, sirviendo también como productor de 2001 a 2004.
Su primera película destacada fue Paweogo (El inmigrante), estrenada en 1982 con producción de CINAFRIC, una empresa creada por el empresario local Martial Ouédraogo para producir y distribuir películas locales de Burkina Faso. Sin embargo, poco después de la finalización de la película, CINAFRIC quebró y tuvo que cerrar por falta de inversión. Paweogo sería su única producción. Aunque la película fue nominada a los premios FESPACO de ese año no ganó.
Se desempeñó como director y guionista de la película de 2004 Tasuma, una comedia dramática de un veterano de guerra de Burkina Faso que había luchado por Francia en el extranjero y regresaba a su pueblo natal. La película fue bien recibida por los críticos, aunque Dave Kehr señaló que se basaba en viejos temas del cine africano, como un tema folclórico y el escenario de la aldea noble.

## Filmografía
- 1978 : Beogo Naba (Jefe del mañana)
- 1982: Paweogo (El inmigrante)
- 1992 : Jigi (esperanza)
- 1998 : Marcel et le médiateur du Faso (codirigido con Pierre Rouamba )
- 2004 : Tasuma
- 2009: Nyama (El juramento)
- 2011 : Le poids du serment
- 2012 : Docteur Yeelzanga
- 2012-2016 : Affaires Publiques
- 2018 Tasuma 2

### Documentales
- 1980 : Les Dodos
- 1984 : L'Artisanat et son paga
- 1984 : Jubilé d'une cathédrale
- 1987 : Sarraouina
- 1989 : Fespaco 1989
- 1987 : L'artisanat et son paga
- 1991 : Siao 1991
- 2000 : La Piraterie, un fléau en Afrique de l'Ouest
- 2006 : Droit de mémoire (codirigido con Pierre Rouamba )
- 2007 : Après l'urgence (codirigido con Jean-Claude Frisque )
- 2013 : Le Bon Riz de Madame Moui (producido con una beca de Taiwán )

### Animación
- 1984 : L'Aigle et le Caméléon

### Televisión
- 1999-2004 : Taxi Brousse